# Gerhart Frankl
Gerhart Gerardus Joseph Richard Frankl (* 12. Mai 1901 in Wien; † 24. Juni 1965 ebenda) war ein österreichischer Maler.

## Leben
Gerhart Frankl entstammte einer assimilierten jüdischen Familie in Wien. Sein Vater, der Jurist Emil Frankl, war Advokat und Geschäftsführer einer Bank. Als Kunstsammler und großzügiger Mäzen förderte er besonders den Maler Anton Kolig, das spätere Haupt des Nötscher Kreises. Auch die Mutter Else (eigentlich Elise) Frankl, geb. Kerner, war kulturell sehr aufgeschlossen. Im Alter von fünf Jahren wurde Gerhart Frankl nach römisch-katholischem Ritus getauft.

### Anfänge in Nötsch
Nach Absolvierung des Gymnasiums begann Frankl 1919 ein Chemie-Studium an der Technischen Hochschule, das er allerdings nach einem Jahr abbrach. Im Sommer 1920 ging er erstmals als Malschüler zu Anton Kolig nach Nötsch ins Kärntner Gailtal. Mit Bohdan Heřmanský und Johann Wolfgang Schaukal gehörte Frankl zu den ersten Mitgliedern der Werkstattgemeinschaft, die Kolig um sich scharte. Bis 1923 hielt sich Frankl mehrmals in Nötsch auf, doch wurde das Verhältnis zu seinem Lehrer allmählich durch Unstimmigkeiten getrübt, deren Ursache wohl darin lag, dass sich Frankl als eigenständige künstlerische Persönlichkeit zu entwickeln begann.

### Reisejahre
In den folgenden Jahren unternahm Frankl zahlreiche Studienreisen nach Nordafrika, Frankreich, Italien, Holland und Deutschland, wo er seine malerischen Fertigkeiten ebenso an der Natur wie an den Vorbildern alter Meister in den Museen schulte. Vor allem die Werke Paul Cézannes beeinflussten sein eigenes weiteres Schaffen nachhaltig. Die Beschäftigung mit dem provençalischen Maler brachte Frankl in Kontakt mit dem Kunsthistoriker Fritz Novotny, der sich als Cézanne-Experte einen Namen gemacht hatte. Aus dem gemeinsamen kunsttheoretischen Interesse entwickelte sich bald eine enge freundschaftliche Beziehung.

### Emigration
1936 heiratete Gerhart Frankl Christine Büringer, eine Nichte des Nötscher Malers Sebastian Isepp, die er schon während seiner frühen Aufenthalte in Kärnten kennengelernt hatte. Nach dem „Anschluss“ Österreichs an das nationalsozialistische Deutschland flohen Gerhart und Christine Frankl im Sommer 1938 nach London. Frankls Eltern blieben in Wien zurück und kamen später im Konzentrationslager ums Leben.
Unmittelbar nach der Ankunft in London bemühte sich Frankl, selbst gerade zum Emigranten geworden, auch Fritz Novotny und dessen Kollegen Otto Demus zu einer sicheren Ausreise aus Wien zu verhelfen. Der Kunsthistoriker Otto Demus, in den dreißiger Jahren Landeskonservator des Denkmalamtes in Kärnten, hatte sich in dieser Zeit publizistisch für die Künstler des Nötscher Kreises eingesetzt und war dabei mit Frankl bekannt geworden. 1939 konnte er sich tatsächlich nach England absetzen, während sich Novotny jedoch entschloss, in Wien zu bleiben.
Die Kriegsjahre in England gestalteten sich für Frankl entbehrungsreich. Er war gezwungen, Zeichenunterricht an Mittelschulen zu geben und Aufträge für Bilderrestaurierungen zu übernehmen, während sein eigenes malerisches Schaffen gänzlich ruhte und er lediglich graphisch tätig war.

### Glücklose Rückkehr
Nach Kriegsende nahm er den Briefverkehr mit Fritz Novotny wieder auf und hegte den Wunsch, nach Wien zurückzukehren und einen Lehrauftrag an der Akademie der bildenden Künste zu erhalten. 1947 kam Frankl mit seiner Frau nach Wien, wo er sich mit Novotnys Unterstützung sechzehn Monate lang aufhielt und mehrere Gemälde aus der Umgebung des Schlosses Belvedere schuf, in dem die Österreichische Galerie – Novotnys Arbeitsplatz – untergebracht war. Eine dauerhafte Anstellung fand er in Wien jedoch nicht, sodass das Ehepaar Frankl im Jänner 1949 abermals nach England übersiedelte, diesmal als gewöhnliche Auswanderer ohne den Status politischer Flüchtlinge. 1950 erhielt Gerhart Frankl die englische Staatsbürgerschaft, legte aber die österreichische nicht zurück.
Doch konnte Frankl auch in England nur schwer wieder Fuß fassen und trug sich weiterhin mit dem Gedanken einer endgültigen Rückkehr nach Wien. 1961 wurde ihm anlässlich seines 60. Geburtstages vom österreichischen Bundespräsidenten der Berufstitel "Professor" verliehen, im Jahr darauf veranstaltete Novotny in der Österreichischen Galerie eine große Personalausstellung seines Freundes. Im Juni 1965 schließlich wurde Gerhart Frankl zu Verhandlungen über eine Professur an der Akademie der bildenden Künste nach Wien eingeladen und in einem Gästezimmer im Kunsthistorischen Museum einquartiert, wo ihn völlig unerwartet der Tod ereilte. Er wurde auf Intervention Fritz Novotnys in einem ehrenhalber gewidmeten Grab der Stadt Wien am Wiener Zentralfriedhof (30E-1-23) beigesetzt.

## Künstlerische Entwicklung
Nach der anfänglichen Orientierung an seinem Lehrer Anton Kolig widmete sich Gerhart Frankl dem Studium der alten Meister und paraphrasierte u. a. Bilder von Peter Paul Rubens, Konrad Witz, Abraham van Beyeren, Pieter Bruegel d. Ä. und Jan Fyt. Entscheidend für seine weitere Entwicklung wurde die Kenntnis der Malerei Paul Cézannes, von deren Einfluss Frankls Landschaften und Stillleben der 1920er und 1930er Jahre geprägt sind. Während des Londoner Exils konzentrierte er sich auf Landschaftszeichnungen. Die Bilder des ersten Nachkriegsaufenthaltes in Wien reflektieren symbolhaft das Bild der Stadt in einer teils kubistisch oder konstruktivistisch ausgerichteten Formensprache. Um 1960 fand Frankl zu einer pastellhaften, malerischen Bildstruktur, die die Grenzen der Gegenständlichkeit fast völlig sprengt. Seine letzte Werkgruppe 1964/65 ist der Bildzyklus In Memoriam, in dem er in drastischem Realismus die Gräuel der nationalsozialistischen Konzentrationslager verarbeitet, denen auch seine Eltern zum Opfer gefallen waren.

## Nachlass und posthume Ausstellungen
Nach seinem Tod gründete seine Frau Christine den Gerhart Frankl Memorial Trust zwecks Verwaltung seines künstlerischen Nachlasses. 2015 wurde diese Institution testamentarisch aufgelöst, und sämtliche Werke des Künstlers dem Bundesmuseum Belvedere in Wien übertragen.
Ausstellungen:
- 2010: In Memoriam – Ein Zyklus zum Holocaust von Gerhart Frankl, Wien Museum[1]
- 2015: Gerhart Frankl – Rastlos, 21er Haus im Belvedere[2]

## Werke (Auswahl)
- Paraphrase nach Peter Paul Rubens: Landschaft im Gewittersturm, 1923, Öl/Lw., London, Courtauld Institute Galleries, Princes Gate Collection
- Landschaft in Tunis, 1923, Öl/Lw., Wien, Österreichische Galerie
- Blick über die Dächer (Rote Kamine), 1924, Öl/Lw., Wien, Leopold Museum
- Stilleben mit Tonpfeife, 1928, Öl/Lw., Wien, Österreichische Galerie
- Kirche im Grünen, 1929, Öl/Lw., Wien, Österreichische Galerie
- Montmartre, Paris, 1929, Öl/Lw., Wien, Österreichische Galerie
- Stilleben mit Fischen, Zitronen und Glas, 1929, Öl/Lw., Wien, Leopold Museum
- Blick auf Wien vom Belvedere II, 1947/48, Tempera, Tusche/Lw., Wien, Österreichische Galerie
- Bildnis Fritz Novotny, 1952, Öl/Lw., Wien, Österreichische Galerie
- London, um 1960, Mischtechnik, Wien, Graphische Sammlung Albertina
- Gasteinertal im Winter, 1961/62, Öl/Lw., Wien, Österreichische Galerie